# Carrizo Hill
Carrizo Hill – jednostka osadnicza w Stanach Zjednoczonych, w stanie Teksas, w hrabstwie Dimmit.